# アイよりアオい海の果て
『アイよりアオい海の果て』（アイよりアオいうみのはて）は、AXLより2017年6月30日に発売された18禁美少女アドベンチャーゲーム。

## あらすじ
地球の温暖化や地殻変動により陸地が海に沈んだ世界で船上で生活する人類の物語で主人公はある日、水素エンジンを備える船の機関部でカプセル内で眠る少女を見つける。主人公が触れることによって目覚めた少女は“アイドル” であると宣言して主人公と共にかつて地球上にあった文化を復活させるため奔走する。

## 登場人物
静馬 アオ （しずま あお）
声：なし
本作の主人公。大昔の遺物＝ロストテクノロジーでできた物を集めて修理したり船で道具の修理や作成をしている青年。
アイ （I）
声：小倉結衣
主人公が機関部近くで発見した、コールドスリープ装置の中にいた女の子で記憶が欠落している自称"アイドル"。
七海 ナタネ （ななみ なたね）
声：桃山いおん
自称・七つの海をまたにかける海賊で遠洋漁業を営む。
真備 シオン （まきび しおん）
声：青山ゆかり
船団の船長の一人娘で人前では隠しているが実は泣き虫で甘えたがりで主人公だけがそれを知っている。
東森 サンゴ （とうもり さんご）
声：春乃いろは
主人公のお隣さんで世話焼きで少しだけ年上なお姉さん的存在。

## スタッフ
- キャラクターデザイン・原画 - 瀬之本久史
- シナリオ - 北側寒囲
- 音声制作 - solfa

### 文献
- 「巻中特集記事」『メガストア』、コアマガジン、2017年7月号。